# Melanodothis caricis
Melanodothis caricis är en svampart som beskrevs av R.H. Arnold 1972. Melanodothis caricis ingår i släktet Melanodothis och familjen Mycosphaerellaceae.   Inga underarter finns listade i Catalogue of Life.